# Johnny Hotbody
Johnny Weiss (12 de junio de 1963), más conocido como Johnny Hotbody, es un luchador profesional estadounidense, conocido por su trabajo en el Tri-State Wrestling Alliance y Extreme Championship Wrestling. También es conocido por los nombres de: The King of South Philly y John Weiss. Mide 1.77 cm y pesa 228 libras.

## Carrera
Johnny Hot Body debutó profesionalmente en 1988, después de completar su entrenamiento en The Monster Factory, operado por "Pretty Boy" Larry Sharpe. El compitió con su nombre en Pennsylvania y Nueva Jersey, promociones independientes basadas antes de firmar con Tri-State Wrestling Alliance (TSWA) en 1990. Hotbody tuvo un largo feudo con Tony Stetson. La TWA cerró sus puertas en 1991, pero fue reemplazado por Eastern Championship Wrestling (después Extreme Championship Wrestling), dirigida por Tod Gordon. Hotbody formó parte de The Suicide Blondes en ECW y la NWA con Chris Michaels y Chris Candido. Después de exitosos tours en muchas promociones independientes en el área de Philadelphia, Hotbody se retiró de la competición activa en el 2001.

## En Luchas

### Finalizadores y Movimientos Especiales
- Missile Dropkick
- Body Slam

### Mánagers
- Don E. Allen
- Hunter Q. Robbins, III
- Woman

## Campeonatos y logros

### Extreme Championship Wrestling
- NWA Eastern Championship Wrestling
- ECW Heavyweight Championship (1 vez)
- ECW Tag Team Championship (3 veces) con Chris Candido (1), Tony Stetson (1) y Chris Michaels (1)
- ECW Television Championship (1 vez y el primero)
- Primer campeón del ECW Triple Crown Championship

### NWA New Jersey
- NWA World Light Heavyweight Championship (New Jersey Version (1 vez)

### Tri-State Wrestling Alliance
- TWA Tag Team Championship (1 vez) con Larry Winters

### World Wrestling Association
- WWA Junior Heavyweight Championship (1 vez)

### Otros Títulos
- NAWA United States Heavyweight Championship (1 vez)